# Johan Ihre (1867–1956)
Bengt Johan Albrecht Ihre, född 24 maj 1867 i Södertälje, död 4 november 1956 i Ekerö församling, var en svensk militär, jordbrukare och fruktodlare.
Johan Ihre var son till kaptenen Albrecht Gustaf Elof Ihre. Han avlade mogenhetsexamen i Stockholm 1886 och officersexamen 1889, blev löjtnant vid Norrlands dragonregemente 1895, övergick till reserven 1901 och tog avsked 1907. 1914 inträdde han på nytt i reserven, blev ryttmästare samma år och lämnade militärtjänsten 1917. Från 1898 var han ägare till släktgodset Ekebyhovs slott. Han utförde där ett omfattande rationaliseringsarbete inom både jordbruk och skogsbruk, omvandlade torpen till arrendegårdar och ägnade sig särskilt åt frukt- och växtförädling. Från 1917 drev han i stor skala en träd- och plantskola vid Ekebyhov, som till arealen var den största i mellersta Sverige. Ihre främjade aktivt fruktodlingens utbredning i norra Sverige och i Finland och företog för detta ändamål studieresor i Finland där han undersökte vinterhärdiga fruktträdssorter och deras odlingsmöjligheter i nordliga trakter. Han var initiativtagare till den av riksdagen 1945 beslutade kontrollen av landets samtliga trädskolor. Ihre gjorde om Ekebyhovs 100 tunnland stora park till arboretum med en rad olika lövträd, barrträd och buskar. Han var även aktiv som kommunalman inom Ekerö socken. Johan Ihre är begravd på Ekerö kyrkogård.